# 中國皇后號
中國皇后號（英語：Empress of China，也常被稱為），是艘三桅帆船，在1783年開工時原先是計畫作為私掠船，但是在同一年簽訂巴黎條約，結束了美國獨立戰爭，它被改作商船使用。
1784年2月22日中國皇后號自紐約啟航，在5個月後抵達大清帝國領土廣州，成為美國立國後第一艘抵達中國的船隻；在裝滿茶葉後，在1785年5月11日返回紐約港，鼓舞了美國商人水手們，開闢了舊中國貿易之門，也是為中美兩國歷史上的首次通商。隨中國皇后號到達中國的還有一個美國貿易代表團與美國政府官方代表。

## 纪念
1986年，中國发行了一枚面值5元的“美国‘中国皇后’号帆船纪念银币”。